# Hakea acuminata
Hakea acuminata är en tvåhjärtbladig växtart som beskrevs av Laurence Arnold Robert Haegi. Hakea acuminata ingår i släktet Hakea och familjen Proteaceae. Inga underarter finns listade i Catalogue of Life.